# Xanthe Terra
La Xanthe Terra è una zona del territorio del pianeta Marte attorno a 1,6° di latitudine nord e 311° di longitudine ovest. Si trova quindi nei pressi dell'equatore marziano, appena al di sopra delle Valles Marineris. A nord si trova la Chryse Planitia, ad est l'Arabia Terra, ad ovest il Lunae Planum.

## Caratteristiche
Occupa un terreno di tipo caotico, contenuto in una regione di antica craterizzazione. La superficie è un miscuglio di blocchi che si trovano ad una quota un po' più bassa rispetto al territorio circostante, e sembra che si sia formato dal cedimento della superficie. Si pensa che ci sia presenza di ghiaccio nel sottosuolo che ha contribuito a modellare questo tipo di terreno.
Da queste zone si dipartono numerosi canali, il che può avere una relazione con i cedimenti delle parti collassate; probabilmente il magma fuoriuscito per colpa della caduta di un meteorite, o dalla azione di vulcanismo, potrebbe aver fuso i ghiacci ed innescato tutto il processo.
I canali fluviali possono contenere nel proprio letto depositi che recano informazioni circa le condizioni idrologiche e climatiche relative al tempo della formazione dell'area considerata.

Alle coordinate 5° N di latitudine e 48° O di longitudine, c'è Nanedi Valles, che è una delle valli antiche che contengono le prove di una quantità di fluido d'acqua continuo; nel suo fondo c'è una piccola scanalatura (larga 200 m) coperta da dune ed altri residui, la sua presenza suggerisce che essa per un periodo lungo di tempo sia stata attraversata da un liquido che scorreva; più che inondazioni sembra incisa nella maniera di come fanno i fiumi sulla Terra e si sarebbe allargata a causa di una varietà di processi: crolli, vento ed acqua freatica.

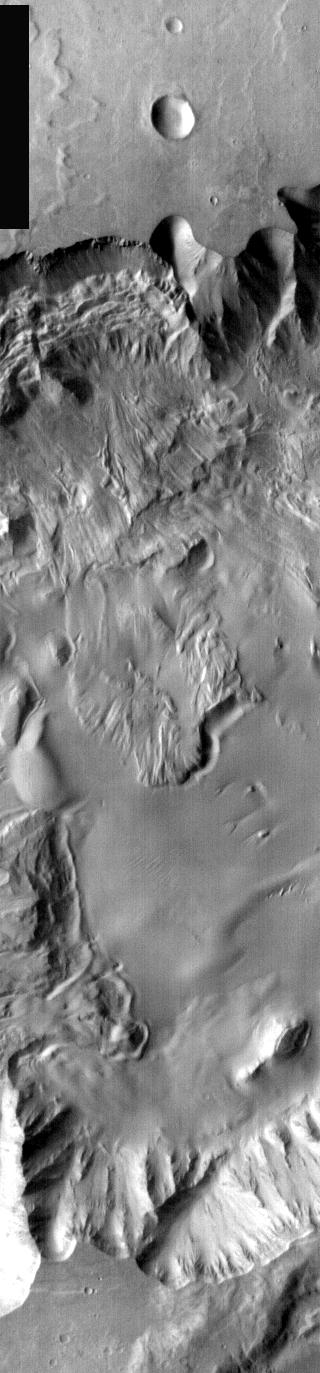
Chaos nella Xanthe Terra

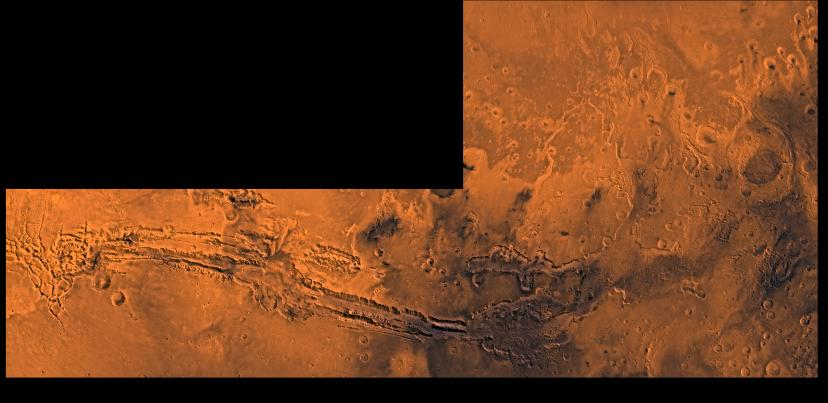
Chaos attorno a Xanthe Terra

Ci sono molte zone denominate Chaos dove la superficie del territorio di Marte è composta da terreni fratturati, dove burroni serpeggianti si intervallano a crepacci, dune e depositi rocciosi che disegnano il paesaggio come tante tessere di un mosaico.
Questi complessi sono molto comuni sia nella Xanthe Terra che nelle regioni limitrofe, e tutto ciò sta a testimoniare, come rilevato dalle sonde, la presenza di ghiaccio sia nell'immediato sottosuolo e sia anche in quello più in profondità; e che esso tenda ad affiorare, per diversi motivi, ogniqualvolta si presenti l'occasione sotto forma di acqua, e destabilizzi il suolo creando avvallamenti, rigonfiamenti, frane e cumuli di detriti.
Il terreno contiene masse in rilievo che sono state esposte e corrose all'aria come blocchi, le cui dimensioni variano da 1 fino a 10 km.
Sono interessanti perché suggeriscono i primi indizi del rapporto tra le Valles Marineris  e le valli del bacino Chryse. Processi idrodinamici hanno dato forma a configurazioni, disegni, strutture ed aspetti strani.